# Glenognatha maelfaiti
Glenognatha maelfaiti är en spindelart som beskrevs av Léon Baert 1987. Glenognatha maelfaiti ingår i släktet Glenognatha och familjen käkspindlar. Inga underarter finns listade i Catalogue of Life.